# Округ Бад Телц-Волфратсхаузен
Округ Бад Телц-Волфратсхаузен је округ на југу немачке државе Баварске. 
Површина округа је 1.110,7 км². Крајем 2007. имао је 120.834 становника. Има 21 насеље, од којих је седиште управе у месту Бад Телц. 
Округ је планински и налази се у Алпима на граници са Аустријом. Кроз њега протиче река Изар.  